# Karangmekar (Karangsembung)
Karangmekar is een bestuurslaag in het regentschap Cirebon van de provincie West-Java, Indonesië. Karangmekar telt 5592 inwoners (volkstelling 2010).